# Phostria schediusalis
Phostria schediusalis là một loài bướm đêm trong họ Crambidae.